# Alfonso Lastras Ramírez
Alfonso Lastras Ramírez (1924-1999) nació el 30 de noviembre de 1924 en la ciudad de San Luis Potosí. Sus padres fueron Juan Lastras Arce (español) y Guadalupe Ramírez Igueravide (mexicana). Tuvo tres hermanos. Realizó sus estudios primarios en el Instituto Potosino (1932-1938). Estando allí, fue invitado por los maristas a estudiar en Francia, pero a los 14 años de edad, en tiempos de la Segunda Guerra Mundial, prefirió regresar a México en el Buque Orinoco, último barco que zarpó del puerto de Hamburgo debido a la guerra. Obtuvo su grado de Bachiller en Ciencias Sociales el 28 de febrero de 1948.
Durante sus estudios en la Escuela Preparatoria Nocturna de la Universidad Autónoma de San Luis Potosí (UASLP), fue nombrado prefecto de la misma. Llevó a cabo sus estudios avanzados en la UASLP, donde se convirtió en el presidente de la Asociación de Alumnos de la Escuela de Jurisprudencia. Durante sus estudios universitarios fue elegido vicepresidente de la Federación de Estudiantes de la UASLP y posteriormente, presidente. Su título de licenciado en Derecho se expidió el 21 de abril de 1952. Se dedicó al periodismo en el periodo de 1948 a 1949. En 1948 contrajo matrimonio con Emma Martínez Gómez, con quien tuvo siete hijos.
Su vida política se desarrolló primordialmente en el estado de San Luis Potosí, México. Fue agente del Ministerio Público (1949-1950). Después fue subprocurador de Justicia del Estado 1951-1952), secretario del Juzgado del Distrito Único del Estado (1957-1966). Ocupó el cargo de procurador de Justicia del Estado (1967-1969). Se hizo catedrático de la escuela de Derecho, Economía y Comercio de la UASLP. Se encargó, también, de la Secretaría Auxiliar de Rectoría, a petición del licenciado Guillermo Delgado Robles, rector de la misma (1973).
Antes de jubilarse, se convirtió en jefe del departamento Jurídico y de legislación Universitaria de la UASLP (1981). Una vez jubilado, recibió el nombramiento de Maestro Emérito. Fue secretario general de Gobierno en la gestión gubernamental del licenciado Antonio Rocha Cordero (1969-1973). Al terminar el periodo de Rocha, el gobernador entrante Guillermo Fonseca Álvarez lo nombró consultor en su gobierno.
Fue diputado local a la "XLIX Legislatura" del estado (1978-1981), diputado federal suplente en la “LII Legislatura” (1983-1985). Después fue diputado Federal por el VI Distrito Electoral Federal de San Luis Potosí a la LIII Legislatura (1985-1988). El 20 de septiembre de 1986 fue elegido rector de la Universidad Autónoma de San Luis Potosí, en sustitución del licenciado José de Jesús Rodríguez Martínez, cargo que ocupó hasta el 4 de enero de 1995. Posteriormente, fue nombrado miembro de la Junta Suprema de Gobierno de la UASLP. 
Falleció el 25 de diciembre de 1999.

## Período como Rector de la UASLP

### Reconocimientos
- Presea Plan de San Luis. Propuesta por la Asociación Potosina de Abogados, y otorgada por el H. Congreso del Estado de San Luis Potosí.
- Universidad Santander.
- Asociación Nacional de Abogados.
- Sala del Edificio Central de la Universidad "Alfonso Lastras".
- Aula de la Facultad de Derecho.
- Auditorio de Estomatología.
- Estadio Alfonso Lastras Ramírez. Alfonso Lastras fue fundador del Club Deportivo Cachorros el cual tuvo un equipo de soccer de 3.ª división con el nombre de Cachorros. Actualmente el Atlético de San Luis (Primera División de México) juega en un estadio nombrado en honor de Alfonso Lastras Ramírez.

- Datos: Q4722050